# Samuel Warren
Samuel Warren (Derby, 19 maggio 1982) è un pilota motociclistico inglese partecipante al campionato nazionale Supermoto e agli appuntamenti del Trofeo Nazioni Supermoto. È considerato il "numero 3" della Supermoto britannica, dopo Christian Iddon e Matthew Winstanley.
Dal 2006 corre nel team Aprilia UK Alice Racing, e nel 2008 debutta nella Superstock inglese per correre parallelamente il campionato nazionale, giungendo al 16º posto.
Nel 2009 ripete la partecipazione al campionato britannico Sperstock, giungendo all'11º posto.

## Palmarès
- 2004: 8º posto Campionato Inglese Supermoto classe Open (su Husaberg)
- 2005: 2º posto Campionato Inglese Supermoto S2 (su Husaberg)
- 2005: 4º posto Campionato Inglese Supermoto classe Open (su Husaberg)
- 2005: 11º posto Campionato del Mondo Supermoto S1 (su Husaberg)
- 2006: Campione Inglese Supermoto MotoGB (su Aprilia)
- 2006: 22º posto Campionato del Mondo Supermoto S1 (4 GP su 8) (su Aprilia)
- 2006: 3º posto generale Supermoto delle Nazioni (Team England) (su Aprilia)
- 2007: 3º posto Campionato Inglese Supermoto classe Open (su Aprilia)
- 2007: 24º posto Campionato Internazionale d'Italia Supermoto S2 (1 gara su 6) (su Aprilia)
- 2007: 37º posto Campionato del Mondo Supermoto S2 (1 GP su 8) (su Aprilia)
- 2007: 3º posto generale Supermoto delle Nazioni (Team England) (su Aprilia)
- 2008: 3º posto English R1 Cup (su Yamaha)
- 2009: 22º posto Campionato Inglese Supermoto Elite (2 gare su 13) (su Aprilia)